# Iunie 1994
Acest articol este generat integral pe baza informațiilor din articolul 1994 și este actualizat periodic de un robot.
 Editările făcute în articol vor fi șterse la următoarea actualizare! Dacă doriți să faceți modificări, editați articolul-sursă.

ianuarie -
februarie -
martie -
aprilie -
mai -
iunie -
iulie -
august -
septembrie -
octombrie -
noiembrie -
decembrie
Iunie 1994 a fost a șasea lună a anului și a început într-o zi de miercuri.

## Nașteri

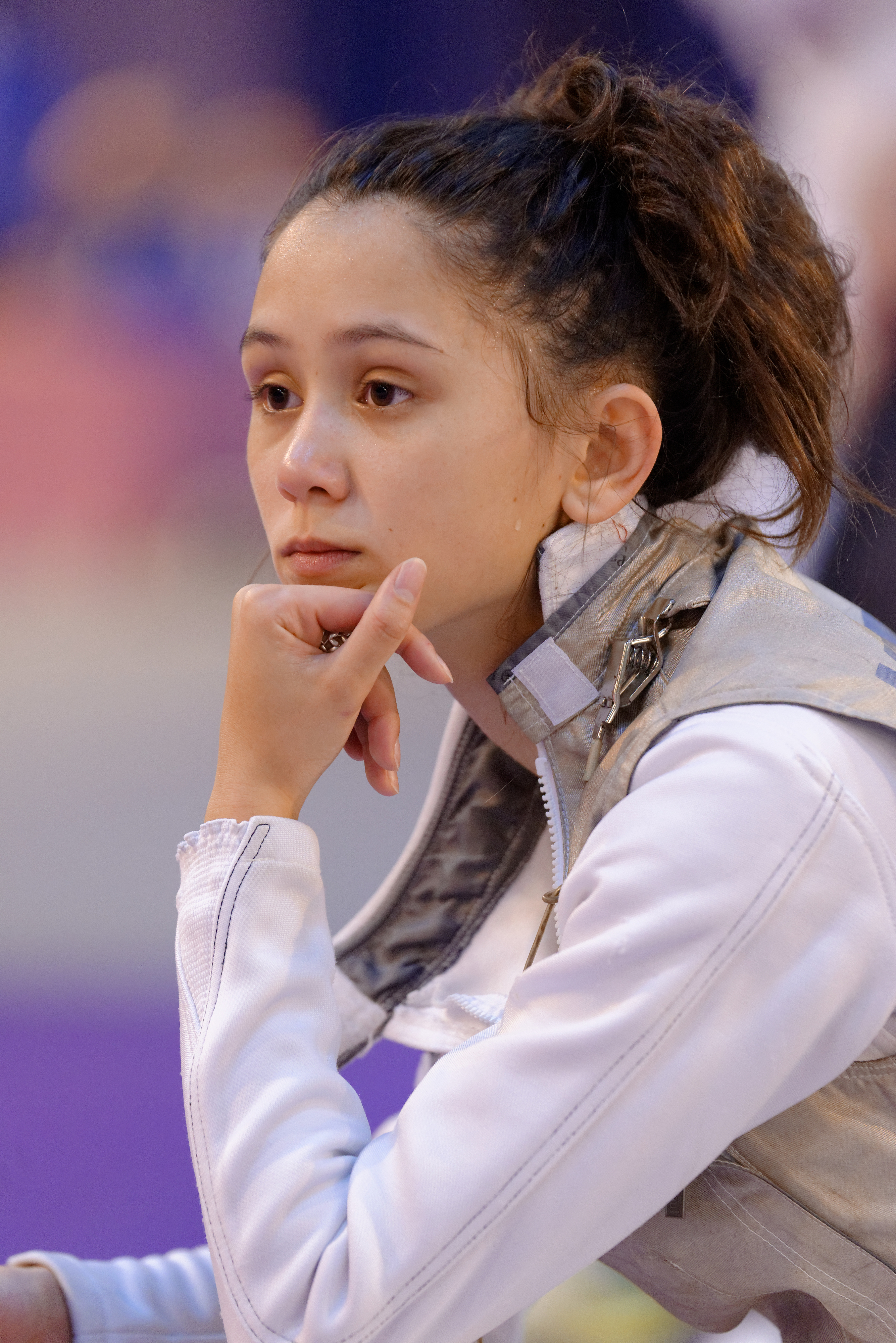
Lee Kiefer, scrimeră americană
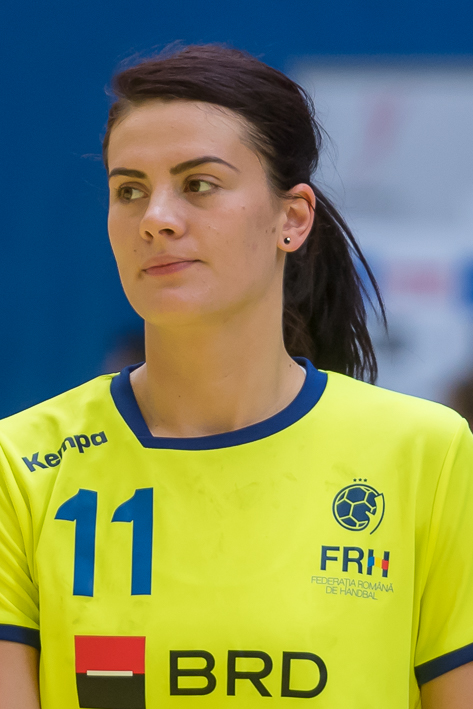
Gabriela Perianu, handbalistă română
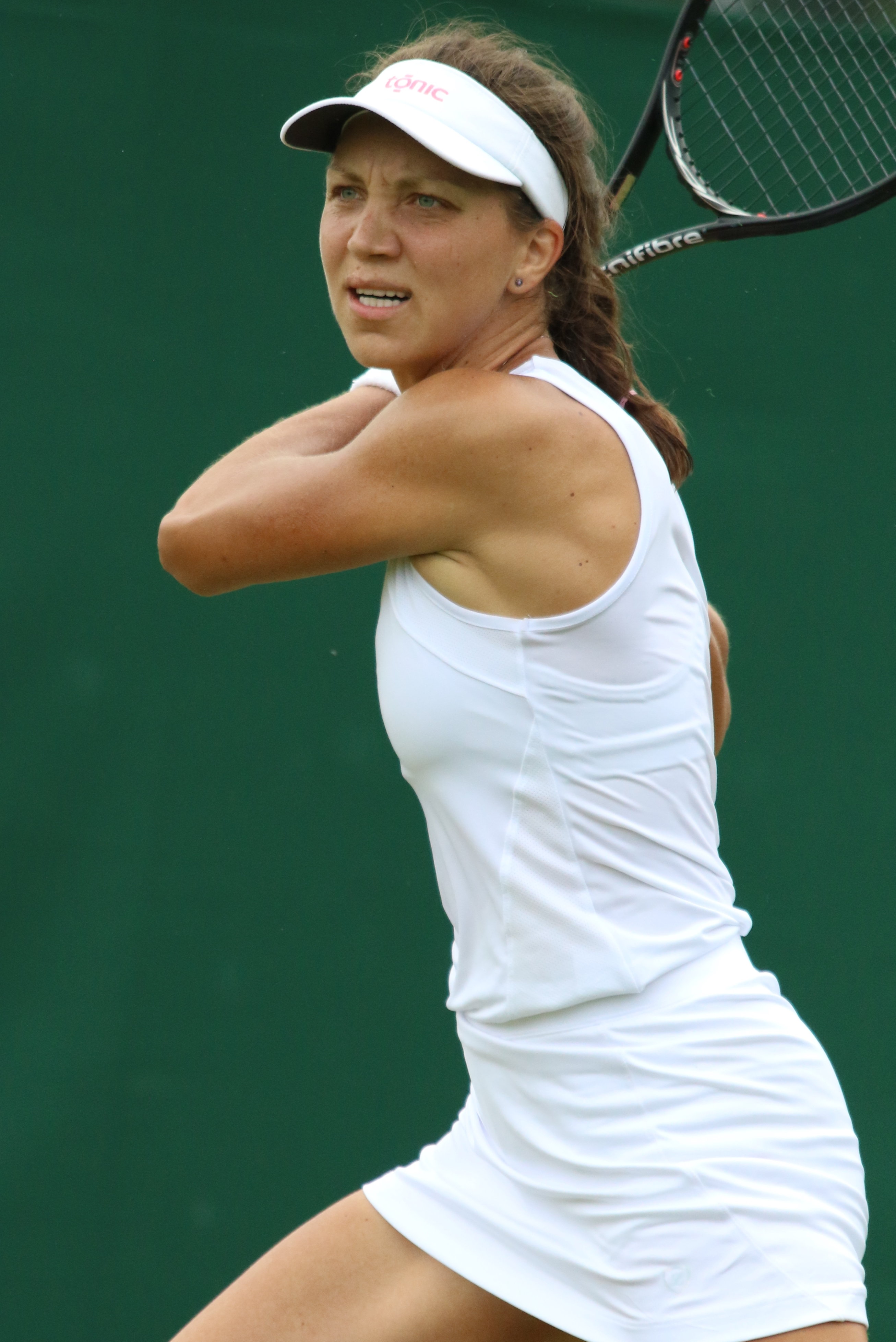
Patricia Maria Țig, jucătoare română de tenis

- 9 iunie: Viktor Gorridsen Fischer, fotbalist danez
- 11 iunie: Ivana Baquero, actriță spaniolă
- 11 iunie: Tomasz Karol Kędziora, fotbalist polonez
- 12 iunie: Don Toliver, rapper și cântăreț american
- 15 iunie: Lee Kiefer, scrimeră americană
- 16 iunie: Caitlyn Taylor Love, actriță de film și cântăreață americană
- 18 iunie: Maria Constantinescu, handbalistă română
- 18 iunie: Maria Constantinescu, handbalistă română
- 20 iunie: Gabriela Perianu, handbalistă română
- 21 iunie: Chisato Okai, cântăreață japoneză
- 22 iunie: Claudiu Bălan, fotbalist
- 23 iunie: Codruț Anghel, fotbalist
- 25 iunie: Egor Krid, muzician rus
- 28 iunie: Prințul Hussein bin Al Abdullah (Hussein bin Abdullah bin Hussein bin Talal bin Abdullah bin Hussein bin Ali), prinț moștenitor al Iordaniei
- 29 iunie: Elina Born, cântăreață estonă
- 29 iunie: Camila Mendes, actriță americană

## Decese
Lucien Prival, 92 ani, actor american (n. 1901)
Jan Tinbergen, 91 ani, economist neerlandez, laureat al Premiului Nobel (1969), (n. 1903)
Jacques Chabannes, 93 ani, scenarist și producător TV, francez (n. 1900)
Iuri Naghibin, 74 ani, scriitor rus (n. 1920)
Yekusiel Yehudah Halberstam, rabin american (n. 1905)
Yitzhak Coren, 83 ani, politician israelian (n. 1911)
Bondoc Ionescu-Crum, 79 ani, atlet român (n. 1915)
Attila Kelemen, medic (n. 1919)